# Aspitates mundataria
Aspitates mundataria là một loài bướm đêm trong họ Geometridae.